# Coppa del mondo di arrampicata 2008
La Coppa del mondo di arrampicata 2008 si è disputata dal 18 aprile al 15 novembre, nelle tre specialità lead, boulder e speed.

## Classifica maschile

### Generale
| Pos. | Atleta         |
| ---- | -------------- |
| 1    | David Lama     |
| 2    | Jorg Verhoeven |
| 3    | Tomás Mrázek   |

### Lead
| Pos.                                                                        | Atleta                   | CHN      | FRA      | SUI     | AUT         | BEL | SLO | Punti |
| --------------------------------------------------------------------------- | ------------------------ | -------- | -------- | ------- | ----------- | --- | --- | ----- |
| 1                                                                           | Jorg Verhoeven           | 8        | 1        | 2       | 4           | 3   | 2   | 380   |
| 2                                                                           | Tomás Mrázek             | 1        | 4        | 3       | 5           | 2   | 4   | 355   |
| 3                                                                           | Ramón Julián Puigblanque | 7        | 6        | 5       | 2           | 1   | 15  | 321   |
| 4                                                                           | Patxi Usobiaga Lakunza   | 4        | 13       | 1       | 22          | 8   | 3   | 286   |
| 5                                                                           | Sachi Amma               | 3        | 2        | 4       | 13          | 59  | 8   | 266   |
| 5                                                                           | Klemen Becan             |          | 3        | 17      | 8           | 7   | 1   | 266   |
| 7                                                                           | Jakob Schubert           | 2        | 8        | 36      | 7           | 9   | 5   | 251   |
| 8                                                                           | Cédric Lachat            |          | 20       | 9       | 5           | 4   | 6   | 202   |
| 9                                                                           | Sean McColl              |          | 10       | 7       | 3           | 6   |     | 189   |
| 10                                                                          | Magnus Midtboe           | 6        | 7        | 10      | 13          | 9   | 14  | 187   |
| \| Legenda \| 1º posto \| 2º posto \| 3º posto \| A punti \| Senza punti \| |                          |          |          |         |             |     |     |       |
| Legenda                                                                     | 1º posto                 | 2º posto | 3º posto | A punti | Senza punti |     |     |       |

### Boulder
| Pos.                                                                        | Atleta               | AUT      | FRA      | SUI     | USA         | ITA | FRA | RUS | Punti |
| --------------------------------------------------------------------------- | -------------------- | -------- | -------- | ------- | ----------- | --- | --- | --- | ----- |
| 1                                                                           | Kilian Fischhuber    | 1        | 2        | 2       | 1           | 2   | 7   | 2   | 520   |
| 2                                                                           | David Lama           | 23       | 1        | 3       | 9           | 1   | 3   |     | 375   |
| 3                                                                           | Dmitry Sharafutdinov | 2        |          | 1       |             |     | 1   | 4   | 335   |
| 4                                                                           | Gabriele Moroni      | 6        | 7        | 4       | 2           | 4   | 6   | 10  | 327   |
| 5                                                                           | Rustam Gelmanov      | 8        |          | 10      |             | 5   | 2   | 1   | 305   |
| 6                                                                           | Gérome Pouvreau      | 27       | 4        | 11      | 4           | 37  | 8   |     | 185   |
| 7                                                                           | Tsukuru Hori         | 42       |          | 15      |             | 6   | 5   | 9   | 157   |
| 8                                                                           | Jonas Baumann        | 31       | 14       | 37      | 21          | 7   | 13  | 5   | 154   |
| 8                                                                           | Sean McColl          |          |          |         | 10          | 3   | 4   |     | 154   |
| 10                                                                          | Ludovic Laurence     | 9        | 9        | 9       | 26          | 24  | 17  | 22  | 145   |
| \| Legenda \| 1º posto \| 2º posto \| 3º posto \| A punti \| Senza punti \| |                      |          |          |         |             |     |     |     |       |
| Legenda                                                                     | 1º posto             | 2º posto | 3º posto | A punti | Senza punti |     |     |     |       |

### Speed
| Pos.                                                                        | Atleta                 | ITA      | CHN      | FRA     | ITA         | BEL | RUS | Punti |
| --------------------------------------------------------------------------- | ---------------------- | -------- | -------- | ------- | ----------- | --- | --- | ----- |
| 1                                                                           | Evgenii Vaitcekhovskii | 1        | 5        | 8       | 2           | 2   | 1   | 411   |
| 2                                                                           | Sergey Sinitsyn        | 2        | 7        | 5       | 4           | 5   | 8   | 280   |
| 3                                                                           | Qixin Zhong            |          | 1        | 1       | 13          | 6   |     | 273   |
| 4                                                                           | Maksym Styenkovyy      | 4        | 9        | 7       | 3           | 3   | 10  | 265   |
| 5                                                                           | Manuel Escobar         | 3        |          | 16      | 7           | 8   | 2   | 248   |
| 6                                                                           | Maksym Osipov          | 6        | 10       | 3       | 6           | 7   | 18  | 236   |
| 7                                                                           | Leonel De Las Salas    | 5        |          | 18      | 12          | 1   | 21  | 205   |
| 8                                                                           | Lukasz Swirk           | 17       |          | 12      | 1           | 9   | 16  | 203   |
| 9                                                                           | Alexander Peshekhonov  | 12       |          | 17      | 8           | 4   | 6   | 188   |
| 10                                                                          | Alexander Kosterin     | 9        |          | 4       | 11          |     | 5   | 174   |
| \| Legenda \| 1º posto \| 2º posto \| 3º posto \| A punti \| Senza punti \| |                        |          |          |         |             |     |     |       |
| Legenda                                                                     | 1º posto               | 2º posto | 3º posto | A punti | Senza punti |     |     |       |

## Classifica femminile

### Generale
| Pos. | Atleta        |
| ---- | ------------- |
| 1    | Akiyo Noguchi |
| 2    | Johanna Ernst |
| 3    | Natalija Gros |

### Lead
| Pos.                                                                        | Atleta              | CHN      | FRA      | SUI     | AUT         | BEL | SLO | Punti |
| --------------------------------------------------------------------------- | ------------------- | -------- | -------- | ------- | ----------- | --- | --- | ----- |
| 1                                                                           | Johanna Ernst       | 1        | 1        | 2       | 2           | 3   | 1   | 460   |
| 2                                                                           | Maja Vidmar         |          |          | 1       | 3           | 1   | 2   | 345   |
| 3                                                                           | Mina Markovic       | 8        | 3        | 13      | 1           | 2   | 8   | 325   |
| 4                                                                           | Caroline Ciavaldini | 17       | 4        | 7       | 4           | 4   | 4   | 263   |
| 5                                                                           | Charlotte Durif     | 3        | 5        | 4       | 15          | 19  | 6   | 240   |
| 5                                                                           | Akiyo Noguchi       |          | 13       | 5       | 6           | 5   | 3   | 240   |
| 7                                                                           | Natalija Gros       | 2        | 9        | 9       | 13          | 10  | 5   | 239   |
| 8                                                                           | Olga Shalagina      |          | 6        | 3       | 8           | 6   | 10  | 233   |
| 9                                                                           | Yana Chereshneva    | 4        | 9        | 18      | 10          | 13  | 7   | 195   |
| 10                                                                          | Alexandra Eyer      | 5        | 9        | 10      | 9           | 14  | 16  | 183   |
| \| Legenda \| 1º posto \| 2º posto \| 3º posto \| A punti \| Senza punti \| |                     |          |          |         |             |     |     |       |
| Legenda                                                                     | 1º posto            | 2º posto | 3º posto | A punti | Senza punti |     |     |       |

### Boulder
| Pos.                                                                        | Atleta              | AUT      | FRA      | SUI     | USA         | ITA | FRA | RUS | Punti |
| --------------------------------------------------------------------------- | ------------------- | -------- | -------- | ------- | ----------- | --- | --- | --- | ----- |
| 1                                                                           | Anna Stöhr          | 1        | 1        | 1       | 3           | 1   | 8   | 7   | 508   |
| 2                                                                           | Akiyo Noguchi       | 4        | 2        | 3       |             | 10  | 1   | 6   | 381   |
| 3                                                                           | Yulia Abramchuk     | 2        | 3        | 9       |             | 3   | 2   | 5   | 378   |
| 4                                                                           | Katharina Saurwein  | 12       | 8        | 23      | 2           | 9   | 5   | 1   | 336   |
| 5                                                                           | Natalija Gros       | 5        |          | 18      | 7           | 12  | 3   | 2   | 283   |
| 6                                                                           | Katja Vidmar        | 8        |          | 19      | 11          | 2   | 11  | 2   | 276   |
| 7                                                                           | Angelica Lind       | 3        | 16       | 5       | 18          | 14  | 4   | 11  | 246   |
| 8                                                                           | Chloé Graftiaux     | 19       | 12       | 11      | 8           | 11  | 17  | 9   | 185   |
| 9                                                                           | Cecile Avezou       | 9        | 11       | 14      | 15          | 7   | 20  |     | 169   |
| 10                                                                          | Anne-Laure Chevrier | 17       | 9        | 7       | 19          | 6   | 22  |     | 168   |
| \| Legenda \| 1º posto \| 2º posto \| 3º posto \| A punti \| Senza punti \| |                     |          |          |         |             |     |     |     |       |
| Legenda                                                                     | 1º posto            | 2º posto | 3º posto | A punti | Senza punti |     |     |     |       |

### Speed
| Pos.                                                                        | Atleta             | ITA      | CHN      | FRA     | ITA         | BEL | RUS | Punti |
| --------------------------------------------------------------------------- | ------------------ | -------- | -------- | ------- | ----------- | --- | --- | ----- |
| 1                                                                           | Edyta Ropek        | 2        | 5        | 8       | 1           | 4   | 2   | 366   |
| 2                                                                           | Olena Ryepko       | 3        | 9        | 6       | 4           | 3   | 1   | 332   |
| 3                                                                           | Svitlana Tuzhylina | 9        | 10       | 4       | 2           | 1   | 4   | 327   |
| 4                                                                           | Chunhua Li         |          | 1        | 2       | 7           | 7   | 5   | 317   |
| 5                                                                           | Lucelia Blanco     | 1        |          | 9       | 15          | 5   | 3   | 275   |
| 6                                                                           | Anna Stenkovaya    | 8        | 8        | 7       | 6           | 2   | 6   | 257   |
| 7                                                                           | Cuifang He         |          | 2        | 1       | 9           | 11  |     | 248   |
| 8                                                                           | Valentina Yurina   | 4        |          | 17      | 3           | 6   | 8   | 225   |
| 9                                                                           | Olga Bezhko        | 6        |          | 10      | 5           | 9   | 7   | 212   |
| 10                                                                          | Olga Morozkina     | 11       | 6        | 11      | 8           | 8   | 12  | 189   |
| \| Legenda \| 1º posto \| 2º posto \| 3º posto \| A punti \| Senza punti \| |                    |          |          |         |             |     |     |       |
| Legenda                                                                     | 1º posto           | 2º posto | 3º posto | A punti | Senza punti |     |     |       |